# Isentropisk proces
En isentropisk proces eller reversibel adiabatisk proces er en termodynamisk proces, hvor en indesluttet mængde gas får (langsomt) ændret sit rumfang så entropien er konstant. Temperaturen vil stige hvis rumfanget mindskes og falde hvis rumfanget øges.
Adiabatisk betyder, at der ingen udveksling af varme er i processen, hvor reversibel betyder, at der ingen friktion er i processen.